# Májusi cserebogár
A májusi cserebogár (Melolontha melolontha), népies nevén csimbók, csimasz, egy viszonylag gyakori európai bogárfaj, egyben a Kárpát-medence legnagyobb mezőgazdasági jelentőségű cserebogárfaja.
A Melolontha bogárnem típusfaja.

## Előfordulása
Főleg európai előfordulású cserebogár, azonban Törökországban és Nyugat-Oroszországban is vannak állományai.

## Megjelenése
Az imágó 23–30 milliméter hosszú. A fej, az előtor és a potroh szürkésfekete, a szárnyfedők barnák. A potrohszelvények oldalán háromszög alakú világos foltok láthatóak, a szárnyfedőket ritkás fehér szőrzet fedi. A farfedő hosszú nyúlványban végződik. Májusi cserebogarat májustól június végéig lehet látni.
A cserebogár lárvája, a 4–5 centiméteresre is megnövő pajor piszkosfehér színű, hátsó része felé sötétedik és vastagszik. Lábai a test elején, a barna fej közelében vannak. Rágói erősek.

## Életciklusa

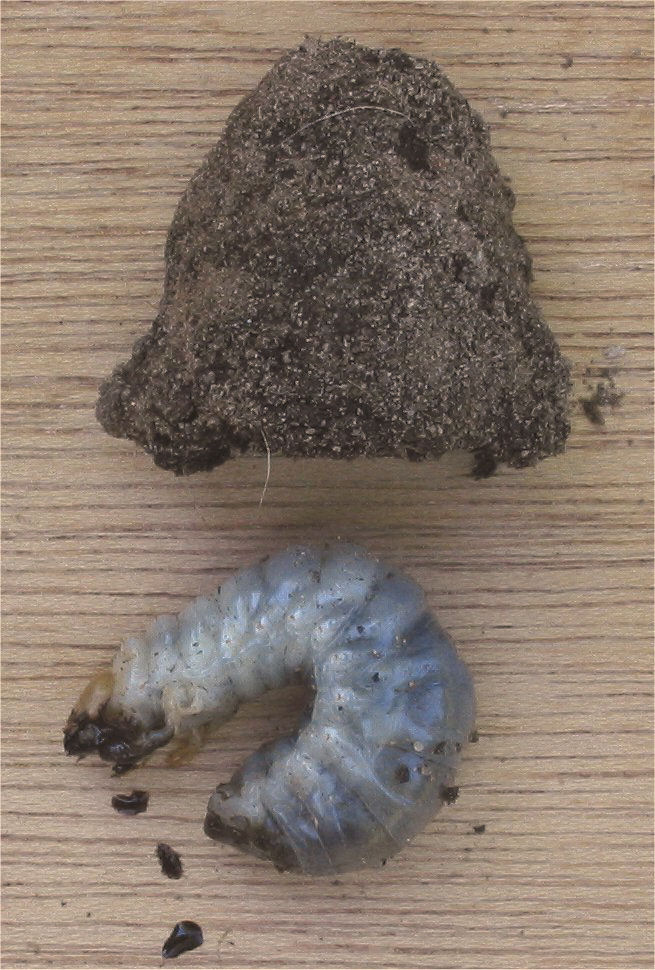
Pajor és bábja

A májusi cserebogár teljes átalakulással fejlődik ki – a Kárpát-medencében 3, hidegebb vidékeken 4 év alatt. Ennek megfelelően hazánkban háromévenként, április–májusban tömegesen rajzik.
A megtermékenyített nőstény kevésbé árnyékolt, növényekkel sűrűn benőtt, fagymentes helyekre tojik 2-3 alkalommal; egy-egy csomóba 20–30 tojást rak. A tojások a talajnedvesség hatására duzzadnak meg, fejlődnek ki. A lárvák 30–50 nap múlva kelnek ki, többnyire június végétől. Először a tojásrakás évében, a nyár végén vedlenek, másodjára a következő nyár elején Meleg és szélcsendes estéken  bogarak zümmögve rajzanak a fák körül ekkor van a párkeresés.
A lárvák talajban vízszintesen és függőlegesen is sokat mozognak:
- a fiatal lárvák humuszevők;
- az idősebbek polifág gyökérkártevők.

A legkárosabb az idős lárva. A lárva fejlődésének üteme függ a hőmérséklettől, a humusztartalomtól és a talajnedvességtől. Két telet tölt lárva alakban; gyakran 1 m mélyen. A lárva kora a fejtok méretéből állapítható meg (első év: 2–3 mm; második év: 3,5–5 mm; harmadik év: 6-7,5 mm). A harmadik év nyarának közepén bábozódik nagyjából egy ásónyomnyi mélyen. A bábbölcsőben kialakult szabad bábból őszre fejlődik ki az imágó – ez azonban nem jön a felszínre, hanem a talajban telel át. A nőstények száma a rajzás vége felé mind kisebb lesz, mert a petelerakás után kimerülvén, elpusztulnak a földben. Közben a fák körül is már csak egyes hímek röpködnek, mert ezek is vagy végelgyengülésben vagy számos ellenségüktől megdézsmálva pusztulnak el. A kifejlődött pajor többnyire a harmadik, melegebb vidékeken már a második évben kis üreget váj magának a földben, ezt szépen kisimítja és benne alakul át bábbá. Már néhány hét mulva, körülbelül novemberben, megtaláljuk az üregben a kész, friss bogarat, amely azonban a meleg napsugarak csábítására csak a jövő év április végén vagy májusában hagyja el téli pihenőhelyét. A rajzási év többnyire csak kis területre szorítkozik, már közelfekvő vidékeken más évekre eshetik. A rajzási évek megismétlődése sem örökös, mert éghajlati viszonyok vagy számos ellenségük fellépése megváltoztathatja azt; sokszor még utórajzások is iktatódnak közbe, vagyis akkor, ha a cserebogár fejlődésében késés áll be és így a rendes rajzási évben még nem tud megjelenni. Nálunk Magyarországon hároméves a rajzás a síkságon és dombvidéken, kivéve a Nagy-Alföld nagy részét, ahol nem, vagy csak szórványosan fordul elő; ilyen rajzási évek voltak 1899-től számítva 1902, 1905, 1908, 1911, 1914, 1917, 1920, 1923, 1926 és 1929. 
Az imágók lombos fák leveleit szabálytalan karéjozással rágják (ritkábban a friss hajtásokat is) Alig 5-7 hétig élnek. Elsődleges szerepük a párosodás, amire általában az első-második héten kerítenek sort. A nőstény 10–20 centiméter mélyen, egyesével helyezi el 60–80 tojását. A tavaszi cserebogár frissen kifejlődő hajtásokat eszik, megrágja például a szőlő hajtásait, de különösen szereti a parkok, temetők, kertek díszfáinak, gyümölcsfáinak lombjait is. Ennek megfelelően komoly és súlyos kárt okoz, főként ha korábban és nagy tömegben bújik ki a pajorlétből.  Éjszaka, hajnalban a hidegtől megdermedt bogarak a levelek hátoldalára tapadva mozdulatlanul képesek meghúzódni, észrevétlenül maradni. Mozdulatlanságukat még nappal is gyakran megtartják. A talajból kibújó cserebogarak (Melolontha melolontha) megjelenését a talajfelszínen látható 6–10 mm-es átmérőjű lyukak jelzik. Megjelenésük után azonnal táplálkozni kezdenek, hogy erőre kapjanak, ezt követi a társkeresés, a párosodás.
A hároméves mellett van egy nagy, 30 éves gyakorisági maximumuk is.

## A cserebogár és az ember

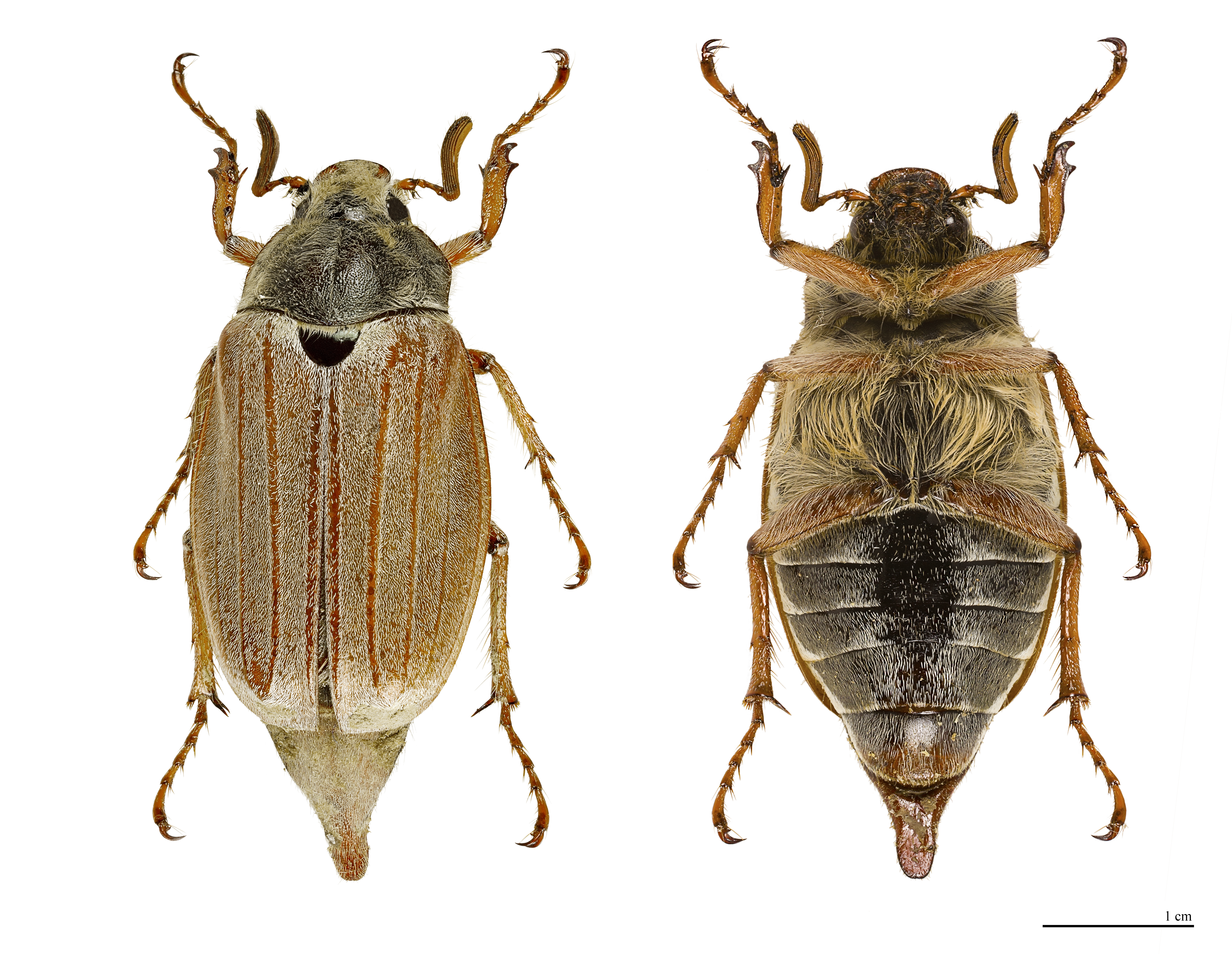
Melolontha melolontha

Az óriási étvágyú cserebogár mind pajorként, mind kifejlett állapotában problémát jelent a mező- és erdőgazdaságok számára. 1911-ben egy alkalommal több mint 20 millió példányt gyűjtöttek össze egy 18 km²-es erdőben. A faj irtásáról a középkor óta vannak feljegyzések, sőt, cserebogárra írt receptek is fennmaradtak.
A cserebogár szedését megjelenése után azonnal meg kell kezdeni és folytatni kell mig rajzása tart, A szedésre csak a hajnali órák alkalmasak, amikor a lerázott bogár még dermedt s el nem röpülhet. A cserebogarat minden akár magánosan, akár többedmagával álló fáról le kell szedni. Alacsonyabb fáról egyszerűen lerázható, magasabbról pedig akként szedhető a cserebogár, hogy a munkás hosszúnyelű horoggal a fa ágait egyenként megrázogatja vagy a fiatalabb munkás a fára felmászva rázogatja meg az egyes gállyakat. A lerázott cserebogarat a munkás szélesszájú vízzel telt nagyobb edénybe szedi s onnan megfelelő nagy kádba hordja, hordóba vagy zsákba tölti. Az így összeszedett cserebogár leforrázandó, illetőleg a zsákban levő összezúzandó.
A szezonjuk alatt érdemes este vagy kora reggel lerázni őket a fákról, ilyenkor ugyanis dermedtek, kevésbé kapaszkodnak, és még röpülni sem tudnak.
Az imágók tömeges megjelenésükkor mind a vad, mind a háziasított állatok kiváló tápláléka. A madarak a pajorokat is szívesen eszik. A 20. században a rovarirtó-szerek erősen megritkították a faj létszámát, de a vegyszerhasználat korlátozása miatt számuk ismét emelkedik (ehhez hozzájárulhat az éghajlat melegedése is). Az enyhe teleknek köszönhetően a májusi cserebogarak korábban jelennek meg a megszokottnál és így tömegesen rajzanak, számuk erőteljesen növekszik.